# 中華航空氣象協會
中華航空氣象協會， 創立於中華民國81年4月於中華民國台北市。其成立宗旨：「非以營利為目的之社會團體，以推廣航空氣象之研究、發展運用與交流，促進飛航安全為宗旨」（第一條，中華航空氣象協會章程）。其性質屬於氣象組織中之一分支，為專門研究航空氣象變化的民間社團組織，其研究的結果有助於提昇飛行器在大氣層內之飛行安全穩定性。協會並且不定期舉辦各類航空氣象之教育推廣活動及研討會。
CAMA之主要任務如下： 
1. 敦促會員對有關航空氣象服務研究與進修心得之交換，以提升航空氣象水準，促進飛航安全。
2. 促進國內外相關氣象團體及機構之聯繫、交流與互訪。
3. 辦理航空氣象圖書與期刊之徵集、著作、編譯及發行事項。
4. 推廣航空氣象教育訓練，及受理航空業者委託代訓。
5. 達成本會宗旨之其他有關事項。（第五條，中華航空氣象協會章程）

CAMA並出版會刊《飛航天氣》（舊稱《航空氣象》），每年出刊兩期。

## 外部連結
- 中華航空氣象協會（CAMA） （页面存档备份，存于）
- (CAMA) "飛航天氣" 會刊 （页面存档备份，存于）
- 中央氣象局（页面存档备份，存于）
- 世界氣象組織（WMO）
- 旅遊氣象台
- 氣象達人(WeatherMan)"彭啟明" （页面存档备份，存于）
- FB:中華航空氣象協會粉絲團